# St. Petersburg Challenger 2003
Il St. Petersburg Challenger 2003 è stato un torneo di tennis facente parte della categoria ATP Challenger Series nell'ambito dell'ATP Challenger Series 2003. Il torneo si è giocato a San Pietroburgo in Russia dal 28 luglio al 3 agosto 2003 su campi in terra rossa.

## Vincitori

### Singolare
Florian Mayer ha battuto in finale  Michal Mertiňák con il punteggio di 4–6, 7–6(3), 6–1

### Doppio
Michail Elgin /  Orest Tereščuk hanno battuto in finale  Jurij Ščukin /  Dmitri Vlasov con il punteggio di 3–6, 6–3, 7–5